# Vangjel Çërrava

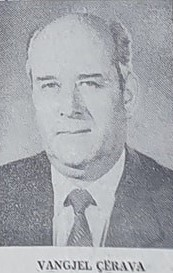
Vangjel Çërrava (1986)

Vangjel Çërrava (* 1941 in Korça) ist ein ehemaliger albanischer Politiker der Partei der Arbeit Albaniens (PPSh).

## Biografie
Çërrava, der innerhalb der PPSh Funktionen im Wirtschaftssektor wahrnahm, wurde 1978 Abgeordneter der Volksversammlung (Kuvendi Popullor) und gehörte dieser von der neunten bis zur elften Legislaturperiode bis 1991 an.
Im Oktober 1982 wurde er Mitglied des Sekretariats des Zentralkomitees (ZK) der PPSh. In dieser Funktion nahm er 1985 auch am Staatsbegräbnis von Enver Hoxha teil.
Darüber hinaus erfolgte auf dem 9. Parteitag der PPSh im November 1986 seine Wahl zum Kandidaten und schließlich im Juli 1990 zum Mitglied des Politbüros der PPSh. Diese Funktion übte er bis zur Auflösung der PPSh und der Gründung der Partia Socialiste e Shqipërisë im Juni 1991 aus.
Zwischen dem 20. Februar 1987 und dem 2. Februar 1989 war er außerdem Stellvertretender Vorsitzender des Ministerrates in der Regierung von Adil Çarçani.
1993 wurde gegen Çërrava und neun weitere ehemalige hochrangige Funktionäre (Muho Asllani, Besnik Bekteshi, Foto Çami, Hajredin Çeliku, Lenka Çuko, Llambi Gegprifti, Qirjako Mihali, Pali Miska und Prokop Murra) Anklage wegen Bereicherung an öffentlichen Geldern erhoben. Wegen dieser Straftaten kam es schließlich durch ein Gericht in Tirana zu folgenden Verurteilungen zu Freiheitsstrafen: Mihali und Gegprifti jeweils acht Jahre, Miska und Çuko jeweils sieben Jahre, Çami, Çeliku und Bekteshi jeweils sechs Jahre sowie Çërrava, Murra und Asllani jeweils fünf Jahre.